# ابن عصفور الإشبيلي
أبو الحسن علي بن مؤمن بن محمد بن علي بن أحمد النحوي الحضرمي الإشبيلي (597- 669 هـ / 1200- 1270 م) حامل لواء العربية في زمانه بالأندلس؛ أخذ العربية والأدب عن أبي الحسن الدباج وأبي علي الشَّلَوْبين، واختصَّ به كثيرًا، روى عنه الحسن بن عبد الرحمن بن عذرة. كان ماهرًا في علوم العربية، ريَّانَ من الأدب، حسن التصرُّف، من أبرع من تخرَّج على الشلوبين وأحسنهم تصنيفًا في علوم اللسان. من آثاره كتاب "المقرَّب في النحو"، و"الممتع في التصريف".

## ولادته ونشأته الأولى
وُلد ابن عصفور في إشبيلية سنة 597هـ / 1200م، في عصر الدولة الموحِّدية بالأندلس، وقيل ولد سنة سبع وسبعين وخمس مئة من الهجرة النبوية الشريفة، كان شهيد الذكر، رفيع القدر، أصبر الناس على المطالعة، لا يمل من ذلك، ما يؤخذ عنه غير النحو، ولا تأهل لغير ذلك. جمع بين الحفظ والإتقان، والتصور وفصاحة اللسان. هو حافظ متصور لما هو حافظ له، قادر على التعبيرعن محفوظه، وهذه هي الغاية، وهي أن يكون المرء حافظًا له متصورا معتبرا، وقلَّ أن يجمع مثل هذا إلا الآحاد.
أخذ النحو عن الدباج والشلوبين، ولازم الأخير عشر سنين؛ إلى أن ختم عليه كتاب سيبويه، في نحو سبعين طالبًا، وكل من قرأ على أبي علي الشلوبين ببلده نجب. ثم كانت بينهما منافرة ومقاطعة، توجه بعدها للاشتغال مدة، فأقرأ النحو بإشبيلية، وشريش، ومالقة، ولورقة، ومرسية، وأقبل عليه الطلبة وعلا ذكره، وصار له مجلس علم يختلف إليه الطلاب، والعلماء يأخذون عنه، ويفيدون منه.
جالَ وسكن ثغري أنفا وأزمور أخرى، وأوطن بأخرة تونس، فعُرف بها قدره، ودخل مراكش وارتحل إلى العدوة واستوطن بجاية، وكان بها أستاذا للأمير يحيى. سافر مرَّة أخرى إلى حاضرة إفريقية فحظي بها عند المستنصر بالله وكان أحد خواص مجلسه، وقبل انتقال الإمارة إليه كان يقرأ عليه، وقد قرأ عليه خلق كثير وانتفعوا بعلمه، وكل من قرأ عليه وظهر من أصحابه فمن المبرزين.
ثم اتصل ابن عصفور بأمراء زمانه، فكان يخدم الأمير عبد الله بن أبي بكر الهناني. وألف كتابه المشهور في النحو المقرَّب، بإشارة من الأمير أبي زكرياء يحيى بن أبي محمد عبد الواحد بن أبي بكر، وألف أيضًا كتابه الضرائر بإشارة من الخليفة المستنصر بالله. طاف المغرب كله، وأقام بتونس شاغلا للطلبة، وكان يملي من صدره، وله اختصاص بالأمير أبي عبد الله بن زكرياء بن أبي حفص.

## مؤلفاته
لابن عصفور كتب في مختِلف الأجناس الأدبية وكل ما يتعلق باللغة، فهو لم يقتصر على مجال واحد، فتراه يكتب في النحو والصرف ويشرح دواوين شعرية، كديوان المتنبي، وشرح الأشعار الستة الجاهلية. وتدل تآليفه النحوية على أن له مشاركة في علم المنطق، ولأجل ذلك حسن إيراده فيها تقسيما وحدودًا، باستعمال حجة ثابتة ودامغة، فيليق كلامه مقدمًا على كلام غيره من المعبرين من النحاة.
- أما سائر مؤلفاته فهي:

1. كتاب المقرب في النحو،[7][9] يقال: إن حدوده كلها مأخوذة من الجَزُولية، وزاد فيها ما أورد على الجزولية.[2]
2. كتاب الممتع في التصريف[3][9]
3. كتاب مختصر المحتسب[2][3]
4. كتاب المفتاح[2]
5. كتاب الهلال[2]
6. كتاب الأزهار[2]
7. كتاب إنارة الدياجي[2]
8. كتاب مختصر الغرة[2]
9. كتاب المقنع[9]
10. كتاب ضرائر الشعر
11. كتاب مفاخرة السالف والعذار[2]
12. كتاب البديع[2]
13. كتاب السلك والعنوان ومرام اللؤلؤ والعقيان[9]؛وهو رجز في النحو مع الشرح.
14. كتاب إيضاح المشكل[5]
15. كتاب شرح الإيضاح[1]
16. منظومة في النحو[9]
17. مقدمة في النحو وشرحها
18. كتاب سرقات الشعراء[2]
19. كتاب شرح الجزولية[3]
20. كتاب شرح الجمل، وقيل له ثلاثة شروح
21. كتاب شرح كتاب سيبويه
22. كتاب شرح أبيات الإيضاح[1]
23. كتاب شرح المتنبي[7]
24. كتاب شرح الأشعار الستة[2][3]، ولم يكمله
25. كتاب شرح المقرب[7]، لم يكمله
26. كتاب شرح الحماسة[2]، لم يكمله

## أقوال العلماء فيه
- قال ابن الزبير: لم يكن عنده ما يؤخذ عنه سوى العربية ولا تأهل لغير ذلك
- قال في ترجمته ابن عبد الملك المراكشي صاحب الذيل والتكملة:من أبرع من تخرج على أبي علي الشلوبين وأحسنهم تصنيفا في علوم اللسان.
- رثاه القاضي نصر الدين بن المنير بقوله:[3]

### مختارة
ذكرت مصادر ترجمت لابن عصفور بيتين له من الشعر، قالهما ارتجالا، وكان يخضب لحيته بالحِنَّاء، فيذكر سبب ذلك فيقول:

## وفاته
تضاربت الروايات وآراء المؤرِّخين والعلماء الذين ترجموا له، في الحالة التي مات عليها، وحتى السنة التي توفي فيها. ذكر صاحب فوات الوفيات: كان الشيخ تقي الدين ابن تيمية يدعي أنه لم يزل يرجم بالنارنج في مجلس الشراب إلى أن مات، وذلك في سنة تسع وستين وست مئة. وتابعه في ذلك السيوطي، والصفدي، والذهبي وغيرهم؛ في تحديد الحالة التي مات عليها. واختلف الرواة في تحديد سنة وفاته، فقيل في الرابع والعشرين من ذي القَعْدة سنة 663هـ/ 1263م، وأغلب المصادر حددتها في 669هـ/ 1270م.
ذكر المؤرخ محمد بلخوجة في العددين الخامس والسادس من مجلة شمس الإسلام في 1937 الرواية الآتية:
| « | قصة ابن عصفور الإشبيلي، فإنه لما دخل ذات يوم (سنة 666 هـ/1267 م) على السلطان محمد المستنصر الحفصي وهو ببستانه المعروف برياض أبي فهر بأريانة، قال له السلطان معجبا ببذخ دولته وقوة شوكته: «قد أصبح ملكنا عظيما»، فأجابه الشيخ ابن عصفور بقوله: «بنا وبأمثالنا»، فأثرت هذه العبارة في نفس السلطان ولكنه كظم غيظه، فلما وادعه الشيخ بعد حين وهمّ بالانصراف، أسرّ السلطان لبعض حاشيته بدفعه في جابية البستان عند مروره بها، وهكذا كان، وبسبب ذلك لاقى الشيخ حتفه، ومن هذه الحكاية وأمثالها يظهر صدق ابن خلدون في قوله إن العلماء أبعد الناس عن السياسات. | » |